# وانگ (دنیای سینمایی مارول)
وانگ یک شخصیت خیالی در مجموعه فیلم‌های دنیای سینمایی مارول۶۱۶ (MCU) است که بر اساس شخصیتی به همین نام مارول کامیکس و توسط بندیکت وانگ به تصویر کشیده شده‌است. در این فرانچایز، وانگ به عنوان دوست و جادوگر همکار دکتر استیون استرنج به تصویر کشیده شده‌است که یکی از اعضای استادان هنرهای عرفانی است. پس از ناپدید شدن استرنج در طول بلیپ، او موقعیت خود را به عنوان جادوگر عالی به عهده می‌گیرد، که حتی پس از بازگشت استرنج پنج سال بعد، این موقعیت را حفظ می‌کند.

## مفهوم و خلقت
این شخصیت در مارول کامیکس به عنوان آسیایی دکتر استرنج، «خدمت کار چای‌ساز»، یک کلیشه نژادی که اسکات دریکسون کارگردان «دکتر استرنج»(۲۰۱۶) در فیلم نمی‌خواست، و به همین دلیل شخصیت به تصویر کشیده می‌شود. در فیلم نامه فیلم گنجانده نشده‌است. پس از انتخاب بازیگر غیرآسیایی تیلدا سوینتون به عنوان دیگر شخصیت مهم آسیایی از کمیک‌های دکتر استرینج،انشنت وان، دریکسون احساس کرد که موظف است راهی برای گنجاندن وانگ در فیلم بیابد. شخصیت همان‌طور که در نهایت به نظر می‌رسد «کاملاً به عنوان یک شخصیت واژگون شده و به چیزی تبدیل شده‌است که در هیچ یک از کلیشه‌های کمیک قرار نمی‌گیرد»، که دریکسون خوشحال بود که یک شخصیت آسیایی را "حضور قوی در فیلم" ارائه کرد. ". بندیکت وانگ نیز از تغییرات ایجاد شده در شخصیت خرسند بود و او را به‌جای یک خدمتکار به عنوان «گروهبان کامار تاج» توصیف کرد. او در این فیلم هنرهای رزمی انجام نمی‌دهد و از یک کلیشه نژادی دیگر دوری می‌کند. دریکسون اضافه کرد که وانگ در حال حرکت رو به جلو «حضور قدرتمندی در دنیای سینمایی مارول خواهد داشت».

## حضور در فیلم‌ها

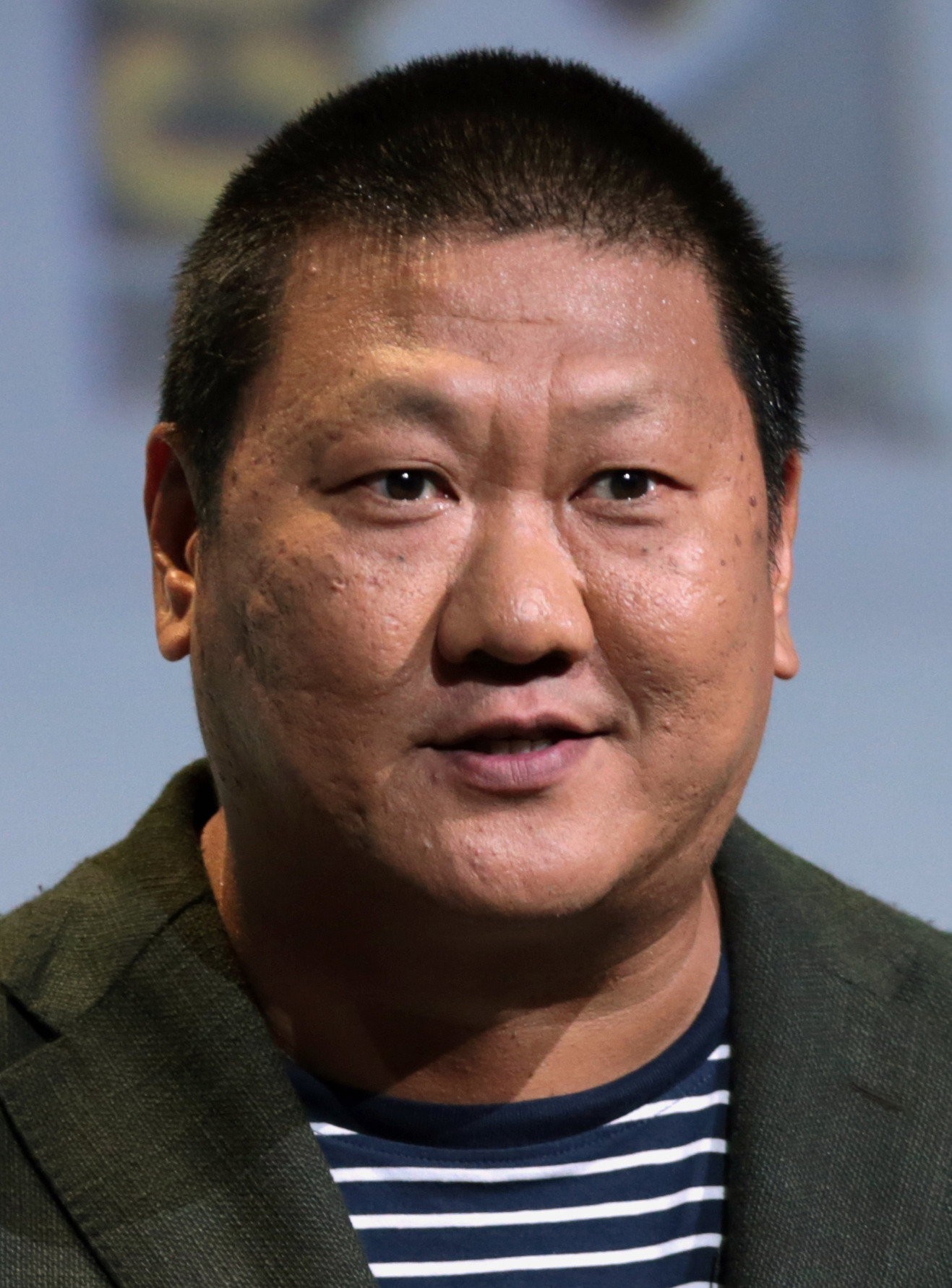
بندیکت وانگ در حال تبلیغ دکتر استرنج در کامیک کان سن دیگو ۲۰۱۶

بندیکت وانگ نقش وانگ را در فیلم‌های دکتر استرنج (۲۰۱۶)، انتقام‌جویان: جنگ بی‌نهایت (۲۰۱۸)، انتقام‌جویان: پایان بازی (۲۰۱۹)، شانگ‌چی و افسانه ده حلقه (۲۰۲۱)، مرد عنکبوتی: راهی به خانه نیست (۲۰۲۱)، و دکتر استرنج در چند جهان جنون (۲۰۲۲). ظاهر شد. بندیکت وانگ از اینکه در میان بازیگران فیلم شانگ چی «بر سر میز برتری آسیایی بنشیند» هیجان زده بود. این بازیگر همچنین صداپیشگی نسخه جایگزین وانگ را در چه می‌شود اگر…؟ قسمت " چه می‌شود اگر...دکتر استرنج به جای دستانش قلبش را از دست داد؟ "، و نسخه دیگری از این شخصیت در " چه می‌شود اگر…زامبی ها؟! ظاهر شد.

## نسخه‌های جایگزین
نسخه‌های جایگزین وونگ در مجموعه انیمیشن دیزنی + چه می‌شود اگر…؟، با بندیکت وانگ برای صداپیشگی شخصیت بازگشته است.

### دکتر استرنج سوپریم
در سال ۲۰۱۶، وانگ با چندین تلاش دکتر استرنج سوپریم برای نجات دوست دخترش، دکتر کریستین پالمر، مخالفت کرد. علی‌رغم این تلاش‌ها، پارادوکس ویران‌کننده جهان سوپریم رخ می‌دهد و وانگ را مصرف می‌کند. پس از تقسیم جدول زمانی، تلاش قبلی وانگ و استرنج برای متوقف کردن سوپریم، دوباره مصرف شد.

### شیوع زامبی
در سال ۲۰۱۸، نسخه‌های زامبی‌شده وانگ، استرنج و تونی استارک، آبنوس ماو و کال ابسیدین را می‌بلعند و آلوده می‌کنند. آنها سعی می‌کنند بروس بنر را بخورند، اما توسط واسپ کشته می‌شوند در حالی که بنر توسط مرد عنکبوتی نجات می‌یابد.

## پذیرایی
شانیا راسل وانگ را «دست کم گرفته‌شده‌ترین شگفتی [MCU]» نامید. حضور وانگ در فیلم‌های شانگ چی، راهی به خانه نیست، و چند جهانی دیوانگی باعث مقایسه بین او و فیل کولسون شده‌است.